# Nedjeljko Subotić
Nedjeljko Subotić je hrvatski književnik. Bio je dijelom plejade hrvatskih svećenika pripovjedača iz prve polovice 19. stoljeća.